# Liste berühmter Parks und Gartenanlagen
Die folgende Liste berühmter Parks und Gartenanlagen ist nach Ländern sortiert.

## Australien
- Perth
  - Kings Park

## Deutschland
- Aschaffenburg
  - Park Schönbusch
- Bad Kissingen – Gold bei Entente Florale Deutschland 2003 und Entente Florale Europe 2004
  - Ballinghain
  - Kapellenfriedhof (Bad Kissingen)
  - Kurgarten
  - Luitpoldpark (Kurpark)
  - Parkfriedhof Bad Kissingen
  - Rosengarten
  - Wildpark Klaushof
  - Duftwald, der einzige Duftwald Deutschlands
  - Kaskadental
- Bad Muskau
  - Fürst-Pückler-Park Bad Muskau (zu 2/3 in Polen)
- Bad Pyrmont
  - Kurpark mit Palmengarten („Schönster Park Deutschlands“ 2005)
  - Bergpark
- Berlin
  - Botanischer Garten
  - Britzer Garten (Bundesgartenschau 1985)
  - Gärten der Welt („Green Flag Award“ 2010)
  - Großer Tiergarten
  - Lustgarten
  - Spreebogenpark
  - Wuhlheide
- Bielefeld
  - Botanischer Garten
- Bonn
  - Rheinaue (Bundesgartenschau 1979)
- Braunschweig
  - Park von Schloss Richmond
  - Botanischer Garten der Technischen Universität Braunschweig
  - Bürgerpark
- Bremen
  - Bürgerpark
  - Rhododendron-Park
- Cottbus
  - Spreeauenpark (Bundesgartenschau 1995)
- Darmstadt
  - Rosenhöhe
- Dessau-Roßlau/Oranienbaum-Wörlitz
  - Dessau-Wörlitzer Gartenreich
  - Wörlitzer Park
- Dortmund
  - Westfalenpark (Bundesgartenschauen 1959, 1969 und 1991)
- Dresden
  - Blüherpark
  - Großer Garten
  - Schloss Pillnitz
  - Waldpark Blasewitz
- Düsseldorf
  - Südpark (Bundesgartenschau 1987)
  - Volksgarten (Bundesgartenschau 1987)
- Erfurt
  - Egapark vormals iga
- Essen
  - Grugapark (Bundesgartenschau 1965)
- Forst (Lausitz)
  - Ostdeutscher Rosengarten („Schönster Park Deutschlands“ 2009)
- Frankfurt am Main
  - Botanischer Garten
  - Niddapark (Bundesgartenschau 1989)
  - Palmengarten
- Gelsenkirchen
  - Nordsternpark (Bundesgartenschau 1997)
- Gera
  - Hofwiesenpark (Bundesgartenschau 2007)
- Hamburg
  - Altonaer Volkspark
  - Planten un Blomen (Bundesgartenschauen 1953, 1963 und 1973)
  - Neuer Botanischer Garten (Bundesgartenschau 1963)
  - Park Fiction
  - Stadtpark
- Hannover
  - Herrenhäuser Gärten, bestehend aus Großer Garten, Berggarten, Georgengarten und Welfengarten
  - Stadtpark Hannover (erste Bundesgartenschau 1951)
- Hof
  - Bürgerpark Theresienstein („Schönster Park Deutschlands“ 2003)
- Karlsruhe
  - Schlossgarten (Bundesgartenschau 1967)
- Kassel
  - Bergpark Wilhelmshöhe
  - Fuldaaue (Bundesgartenschau 1981)
  - Karlsaue (Bundesgartenschauen 1955 und 1981)
- Köln
  - Rheinpark (Bundesgartenschauen 1957 und 1971, „Schönster Park Deutschlands“ 2007)
  - Riehler Aue (Bundesgartenschau 1971)
- Konstanz
  - Insel Mainau
- Ladenburg
  - Grüner Ring („Schönster Park Deutschlands“ 2006)
- Ludwigsburg
  - Blühendes Barock
- Magdeburg
  - Elbauenpark (Bundesgartenschau 1999)
- Mannheim
  - Herzogenriedpark (Bundesgartenschau 1975)
  - Luisenpark (Bundesgartenschau 1975)
- München
  - Englischer Garten
  - Riemer Park (Bundesgartenschau 2005)
  - Schlosspark Nymphenburg
  - Westpark
- Münster
  - Aaseepark „Schönster Park Deutschlands“ 2008, „Schönster Park Europas“ 2009
- Neuhardenberg
  - Schlosspark („Schönster Park Deutschlands“ 2004)
- Nürnberg
  - Volkspark Marienberg
  - Volkspark Dutzendteich
  - Wöhrder Wiese
  - Stadtpark Nürnberg
  - Hallerwiese
  - Westpark
- Oldenburg
  - Schlossgarten
- Potsdam
  - Park Babelsberg
  - Neuer Garten
  - Park Sanssouci
  - Volkspark (Bundesgartenschau 2001)
- Regensburg
  - Dörnbergpark
  - Herzogspark
- Ronneburg
  - Neue Landschaft Ronneburg (Bundesgartenschau 2007)
- Rostock
  - IGA-Park (Bundesgartenschau 2003)
- Schwerin
  - Schlosspark (Bundesgartenschau 2009)
- Schwetzingen
  - Schlossgarten
- Stuttgart
  - Grünes U (Bundesgartenschau 1993)
  - Höhenpark Killesberg
  - Stuttgarter Schlossgarten (Bundesgartenschauen 1961 und 1977)
  - Wilhelma
- Veitshöchheim
  - Hofgarten
- Weinheim
  - Hermannshof
- Wonsees
  - Felsengarten Sanspareil („Schönster Park Deutschlands“ 2002)
- Würzburg
  - Hofgarten
  - Klein-Nizza
- Saarbrücken
  - Deutsch-Französischer Garten[4]

## Frankreich
- Allonnes
  - Parc de Maupassant de Bois Savary („Le Top des Parcs“ 2008)
- Bretagne
  - Botanischer Garten der Haute-Bretagne
- Giverny
  - Garten von Claude Monet
- Maincy
  - Parc Vaux-le-Vicomte
- Paris
  - Bois de Boulogne
  - Parc Citroën
  - Parc de la Villette
  - Jardin des Tuileries
- Saussey
  - Les Jardins d’Argences („Le Top des Parcs“ 2009)
- Versailles
  - Schloss Versailles

## Griechenland
- Athen
  - Nationalgarten
  - Pedio tou Areos

## Irland
- Dublin
  - Öffentliche Parks in Dublin
  - Phoenix Park

## Italien
Kampanien
- Caserta – Palast von Caserta („Il Parco Più Bello“ 2009)
- Forio (Ischia (Insel)) – Gardini La Mortella („Il Parco Più Bello“ 2004)

Latium
- Rom
  - Tivoli
    - Villa d’Este („Il Parco Più Bello“ 2006)
    - Villa Hadriana
- Viterbo
  - Bomarzo – Sacro Bosco
  - Viterbo – Villa Lante

Lombardei
- Tremezzo – Villa Carlotta

Piemont
- Turin – Parco del Valentino
- Stresa
  - Isola Bella („Il Parco Più Bello“ 2007)
  - Isola Madre

Sizilien
- Palermo – Botanischer Garten

Toskana
- Florenz
  - Boboli-Garten
  - Cafaggiolo del Mugello – Villa Medici von Cafaggiolo
  - Castello – Villa Medici La Petraia
  - Settignano – Villa Gamberaia
  - Vaglia – Villa Medici von Pratolino (Park Demidoff)
- Lucca
  - Capannori – Villa Mansi
  - San Pancrazio – Villa Oliva
  - Seravezza – Villa Medici von Seravezza
- Prato
  - Artimino – Villa Medici von Artimino
  - Poggio a Caiano – Villa Medici
- Pistoia
  - Collodi – Villa Garzoni

Trentino-Südtirol
- Meran – Gärten von Schloss Trauttmansdorff („Parco Più Bello“ 2005)

Venetien
- Mira – Villa Widmann
- Stra – Villa Pisani („Parco Più Bello“ 2008)
- Malcontenta – Villa Foscari
- Padua
  - Galzignano Terme – Villa Barbarigo („Il Parco Più Bello“ 2003)
- Treviso
  - Fanzolo – Villa Emo
  - Maser – Villa Barbaro
  - Roncade – Villa Giustinian
- Vicenza
  - Villa Almerico Capra Valmerana, „La Rotonda“
  - Villa Valmarana ai Nani
  - Montecchio Maggiore – Villa Cordellina Lombardi
  - Fanzolo di Vedelago – Villa Emo

## Japan
- Tokio
  - Ueno-Park

## Kanada
- Vancouver
  - Stanley Park
- Vancouver Island
  - Butchart Gardens

## Kroatien
- Zagreb
  - Maksimir Park
- Vinica (Kroatien)
  - Arboretum Opeka
- Bednja
  - Schloss Trakošćan

## Österreich
- Wien
  - Prater
  - Schönbrunn

siehe auch Liste der Wiener Parks und Gartenanlagen
- Salzburg
  - Hellbrunn
- Niederösterreich
  - Schloss Hof

## Portugal
- Lissabon
  - Parque da Bela Vista
  - Jardim Alfredo Keil
  - Jardim do Campo Grande
  - Parque Eduardo VII
  - Jardim da Estrela
  - Parque Florestal de Monsanto
  - Jardim do Príncipe Real
- Oeiras
  - Parque dos Poetas
- Coimbra
  - Parque de Santa Cruz
  - Penedo da Saudade
  - Portugal dos Pequenitos
- Porto
  - Parque de Serralves
- Madeira
  - Botanischer Garten (Funchal)
- Azoren
  - Terra-Nostra-Park

## Schweiz
- Zürich
  - MFO-Park

## Singapur
- - Fort Canning Park
  - Gardens by the Bay
  - Singapore Botanic Gardens

## Spanien
- Barcelona
  - Parc de la Ciutadella
  - Park Güell

## Vereinigte Staaten
- New York
  - Central Park

## Vereinigtes Königreich
- London
  - Bletchley Park (bei London)
  - Hyde Park
  - Royal Botanic Gardens (Kew Gardens) (bei London)
- Stourhead
- Inverewe
  - Inverewe Garden
- Edinburgh
  - Royal Botanic Garden Edinburgh

## Volksrepublik China
- Kaiserliche Gärten
  - Beihai-Park, Peking
  - Sommerpalast, Peking
  - Sommerpalast in Chengde
- Privatgärten
  - Garten des Liu Yong
  - Garten der Zerstreuung
  - Der Garten des Meisters der Netze